# Sphaeriodesmus sprousei
Sphaeriodesmus sprousei är en mångfotingart som beskrevs av Shear 1986. Sphaeriodesmus sprousei ingår i släktet Sphaeriodesmus och familjen Sphaeriodesmidae. Inga underarter finns listade i Catalogue of Life.